# Французский спаниель
Французский спаниель (фр. Epagneul Français) — порода собак, вид сеттеров, также похожих на спаниелей. Была выведена во Франции и Канаде как охотничья собака, произошедшая от собак XIV века. Порода была популярна среди членов королевской семьи в Средние века, но едва не вымерла на рубеже XX века. Была спасена усилиями отца Фурнье, французского священника. Это одна из самых крупных разновидностей спаниелей, белого окраса с коричневыми пятнами. Дружелюбная порода, у которой мало проблем со здоровьем.

## История породы
Первое упоминание спаниелей во Франции найдено в работе Гастона III Фуа-Беарна «Ливре де Шассе», написанной в XIV веке, позже переведенной на английский как «Мастер игры». Предполагалось, что они возникли во время Крестовых походов XI века. Французский спаниель упоминался как специфический тип спаниеля в 1660 году, и был определён как отдельная от кавалер-кинг-чарльз-спаниеля голландского типа порода.
Эта порода была популярна в Средние века, использовалась в соколиной охоте и охоте с сетями. Они стали фаворитами французской королевской семьи, а короли и принцы в королевских дворах Версаля предпочитали их другим охотничьим собакам. Кроме того, Екатерина I (1684—1727), как известно, владела французским спаниелем по кличке Бэбе. В этот период французский спаниель распался на несколько региональных типов.
«Спортивный журнал» писал о французском спаниеле и охоте на крякв в 1805 году: «Грубый французский спаниель был признан лучшим помощником для этой работы: он следит за поведением стрелка и с несравненной скоростью бросается на раненую добычу, подносит её к ногам охотника максимально быстро». В 1850-е годы бретон (ранее известный как бретонский эпаньоль) был выведен путем скрещивания французских спаниелей с английскими сеттерами.
Джеймс де Конник сформулировал первый стандарт породы для французского спаниеля в 1891 году. На рубеже XX века количество французских спаниелей упало настолько, что они почти вымерли из-за конкуренции со стороны привозных спортивных собак, в частности, из-роста популярности английских охотничьих пород у французских охотников. Французский священник по имени отец Фурнье взял на себя задачу собрать оставшихся французских спаниелей в своем питомнике в Сен-Иллер, чтобы сохранить породу. Там он создал породные линии, которые являются предками современных французских спаниелей. Французский Национальный клуб спаниелей был основан в 1921 году, и отец Фурнье был президентом ассоциации.

### Признание породы
Французский спаниель был мало известен за пределами Франции и соседних стран, пока он не был ввезён в канадскую провинцию Квебек в 1970-е годы. Он быстро стал популярной собакой для охоты на вальдшнепа и тетерева. Канадский Национальный клуб этой породы был создан в 1978 году для того, чтобы французский спаниель продолжал соответствовать стандарту породы, а также чтобы добиться официального признания канадским клубом собаководства, что и произошло в 1985 году.
Французские спаниели также признаны Международной кинологической федерацией (FCI) и Объединённым клубом собаководов. Британский Кеннел-клуб и Американский клуб собаководства не признают французского спаниеля. Но он признан Североамериканской ассоциацией охотничьих собак. Их также регистрируют в американских реестрах собак для ведения родословных и участия в выставках и соревнованиях таких организаций, как: Реестр собак Америки, Американская кинологическая ассоциация и Реестр домашних животных Америки.
Чтобы получить право на признание Американского клуба собаководства, сначала должен быть создан национальный клуб породы, и в AKC должен быть направлен письменный запрос вместе со стандартом породы. Это позволяет породе оказаться в фонде непризнанных пород. Следующим шагом является квалификация для попадания в группу «Прочие породы». Для этого требуется минимум сто активных членов в национальном породном клубе, а также минимум триста-четыреста собак в Соединенных Штатах с родословной трех поколений (все собаки в этих родословных должны быть одной породы). Кроме того, они должны быть географически распределены по двадцати штатам или более. А также сотрудники АКС должны одобрить устав и правила национального клуба породы, а также провести обзор породы. Обычно в категории «Прочие» порода остается от одного до трех лет, прежде чем будет предоставлено полное официальное признание. В течение этого времени клуб породы должен быть активным и проводить семинары, соревнования, а также местные и национальные специализированные выставки. В Кеннел-клубе (Великобритания) нет категории «Прочие породы» и фонда непризнанных пород. Вместо этого для признания породы требуется предоставить данные о собаках рождённых в Великобритании и их родословную в трех поколениях. А также данные о стране происхождения и стандарт породы. Это позволяет внести данные в Реестр импортированных пород с полным признанием.

## Внешний вид
Французский спаниель является одной из двух самых крупных разновидностей спаниеля, он даже выше, чем английский спрингер-спаниель. Рост кобелей — 56—61 см, а сук — 54—61 см. Вес может колебаться от 20 до 27 килограммов. У типичного представителя этой породы мужественная внешность с глубокой грудью и сильными ногами. У французского спаниеля глаза темно-янтарного цвета и толстый хвост, сужающийся к кончику.
Шерсть средней длины, густая с длинным украшающим волосом на ушах, спинах ног и хвосте. Шерсть слегка волнистая на груди, а на корпусе плотно прилегает к телу. Стандартный окрас: белый с коричневыми пятнами, оттенков от светлой корицы до темно печеночного. Исторически, первым окрасом был белый с черными пятнами, но позднее порода была скрещена со спаниелями других цветов в XIX веке.

## Особенности породного поведения
Французский спаниель дружелюбен и общителен, хорошо сбалансирован и терпелив. Этой породе не свойственна агрессия, зато сильно развито желание угодить хозяину, поэтому они хорошо поддаются дрессировке. Собаки этой породы сформируют прочную связь со своим хозяином, так как являются рабочей охотничьей собакой. Это очень активная и выносливая порода, которая требует регулярных физических и умственных нагрузок.

## Здоровье
Порода, как правило, отличается крепким здоровьем и небольшим количеством проблем, эти собаки также легко приспосабливаются к различным климатическим условиям. Среди представителей этой породы распространено кожное заболевание дистальная гранулема и анальгезия. Это недавно обнаруженное заболевание, симптомы которого проявляются в возрасте от трех с половиной месяцев до года.
Впервые оно было обнаружена у тринадцати собак в Канаде, с такими же симптомами, как дистальная гранулема, встречающаяся у немецкого коротко-шерстного пойнтера, английского пойнтера и английского спрингер-спаниеля. Собаки, страдающие этим заболеванием разлизывают, кусают и грызут пораженные участки кожи, что приводит к язвам с вторичными бактериальными инфекциями. В крайних случая они могут отгрызать себе когти, пальцы и подушечки лап. Большинство собак, у которых изначально было выявлено это заболевание, пришлось усыпить в течение от нескольких дней до нескольких месяцев после постановки диагноза.